# Трансавстрійський газопровід

Трансавстрійський газопровід (TAG) на мапі Австрії

Трансавстрійський газогін — газогін природного газу, що прямує від словацько-австрійського кордону у Баумгартен-ан-дер-Марх до Арнольдштайн на півдні Австрії, біля кордону з Італією. Природний газ, що походить з Росії, транспортується і використовується в Італії і Австрії. Крім того, від газогону у Вайтендорфі відгалужується SOL Pipeline System (Süd - Ost - Leitung) що постачає природний газ до словенського газопроводу Цершак – Рогатець – Нова-Гориця.
У середині 70-х років для транзиту радянського газу до Італії був споруджений Трансавстрійський газопровід (TAG, Trans Austria Gasleitung). Починався він поблизу кордону із Словаччиною від газового хабу у Баумгартені (куди ресурс подавався через систему газопроводів «Братство») та слідував до Арнольдштайн на австрійсько-італійському кордоні, з відводом у Словенію (на момент спорудження Югославію). Крім того, від трубопроводу йде живлення газових мереж австрійських провінцій Нижня Австрія, Штирія, Бургенланд та Каринтія.
Довжина траси газопроводу складає близько 380 км. У зв'язку зі зростанням попиту на газ пропускна здатність об'єкту поступово збільшувалась шляхом прокладання нових ниток. Першу діаметром 950 мм ввели в експлуатацію у 1974 році. У 1988-му проклали другу (TAG II), діаметром 1050 мм. Нарешті, у 2006 році стала до ладу третя черга (TAG Loop II), діаметром 1000 мм (на окремих ділянках — 1200 мм). Після цього загальна пропускна здатність трубопроводу зросла до 48 млрд.м3 на рік. У складі системи діє 5 компресорних станцій.
Особливістю газопроводу є те, що він може діяти в обох напрямах.